# Liburnascincus coensis
Espèce
Synonymes
- Leiolopisma coense Mitchell, 1953
- Carlia coensis (Mitchell, 1953)

Liburnascincus coensis est une espèce de sauriens de la famille des Scincidae.

## Répartition
Cette espèce est endémique du Queensland en Australie.

## Étymologie
Son nom d'espèce, composé de co et du suffixe latin -ensis, « qui vit dans, qui habite », lui a été donné en référence au lieu de sa découverte, Coen.

## Publication originale
- Mitchell, 1953 : A brief revision of the four-fingered members of the genus Leiolopisma (Lacertilia). Records of the South Australian Museum, vol. 11, p. 75-90 (texte intégral).